# Yonghan
Yonghan (kinesiska: 永汉) är en köping i sydöstra Kina. Den ligger i Longmen härad i staden Huizhou i provinsen Guangdong, omkring 87 kilometer nordost om provinshuvudstaden Guangzhou. Antalet invånare är 47 680. Befolkningen består av 23 227 kvinnor och 24 453 män. Barn under 15 år utgör 19,0 %, vuxna 15-64 år 71 %, och äldre över 65 år 9,0 %.